# Serafín Uhagon
Serafín Pedro Mauricio Uhagon Bedia (Bilbao, 22 de septiembre de 1845 – Madrid, 5 de mayo de 1904) fue un entomólogo y espeleólogo vizcaíno y uno de los fundadores de la Sociedad Española de Historia Natural.

## Datos biográficos
Realizó estudios económicos en Bayona (Labort), Burdeos (Gironda), y Baylis-House (Inglaterra).
Su formación en biología fue autodidacta: no realizó estudios oficiales aunque, dada su afición por la Historia Natural, su padre (Pedro Pascual Uhagon Aretxaga) le compraba libros de esa temática como premio a sus buenos resultados en los estudios.
En 1862 comenzó a trabajar en el banco de su familia; a partir de 1894 trabajó como corredor en el Palacio de la Bolsa de Madrid, donde residió hasta su muerte en 1904.

## Entomología

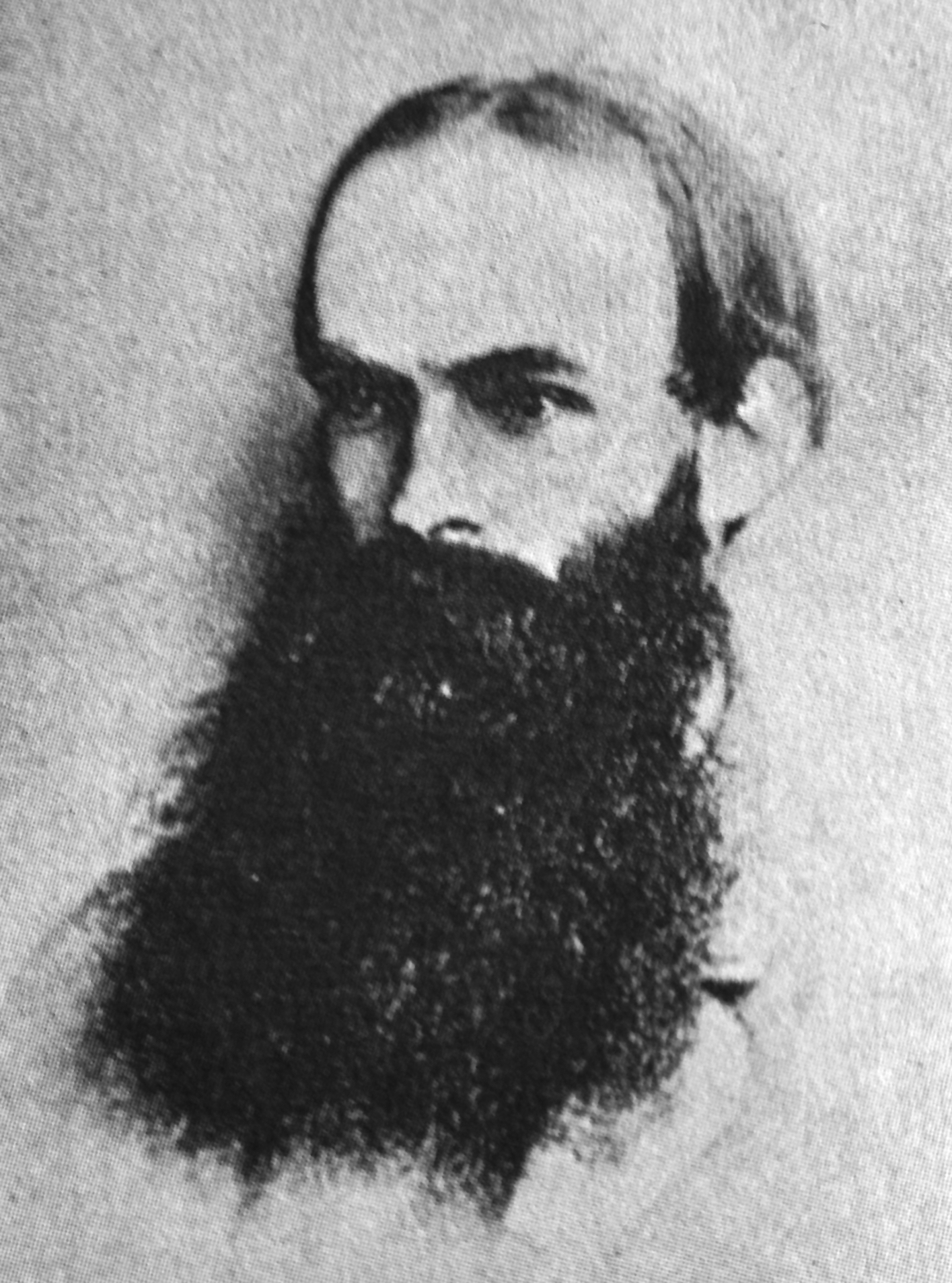
George R. Crotch en 1872

El primer contacto con la ciencia fue en el banco, donde trabó amistad con el catedrático de zoología Laureano Pérez Arcas quien, conocedor de su afición, le invitó a sus salidas de campo en Guadarrama y reuniones científicas. De estas reuniones saldría en 1871 la Sociedad Española de Historia Natural, de la cual Uhagon fue uno de los 14 fundadores.
Uhagon realizó muchos muestreos en España: además de en Guadarrama, realizó salidas en Cantabria y Badajoz. Al principio de la década de 1870 recogió muestras con George R. Crotch, y los especímenes que recogieron fueron estudiados por David Sharp; entre ellos descubrió dos nuevas especies que denominó en su honor: Adelops uhagoni (de una muestra recogida en Reinosa) y Speonomidius crotchi (de una muestra recogida en Alsasua).

## Bioespeleología

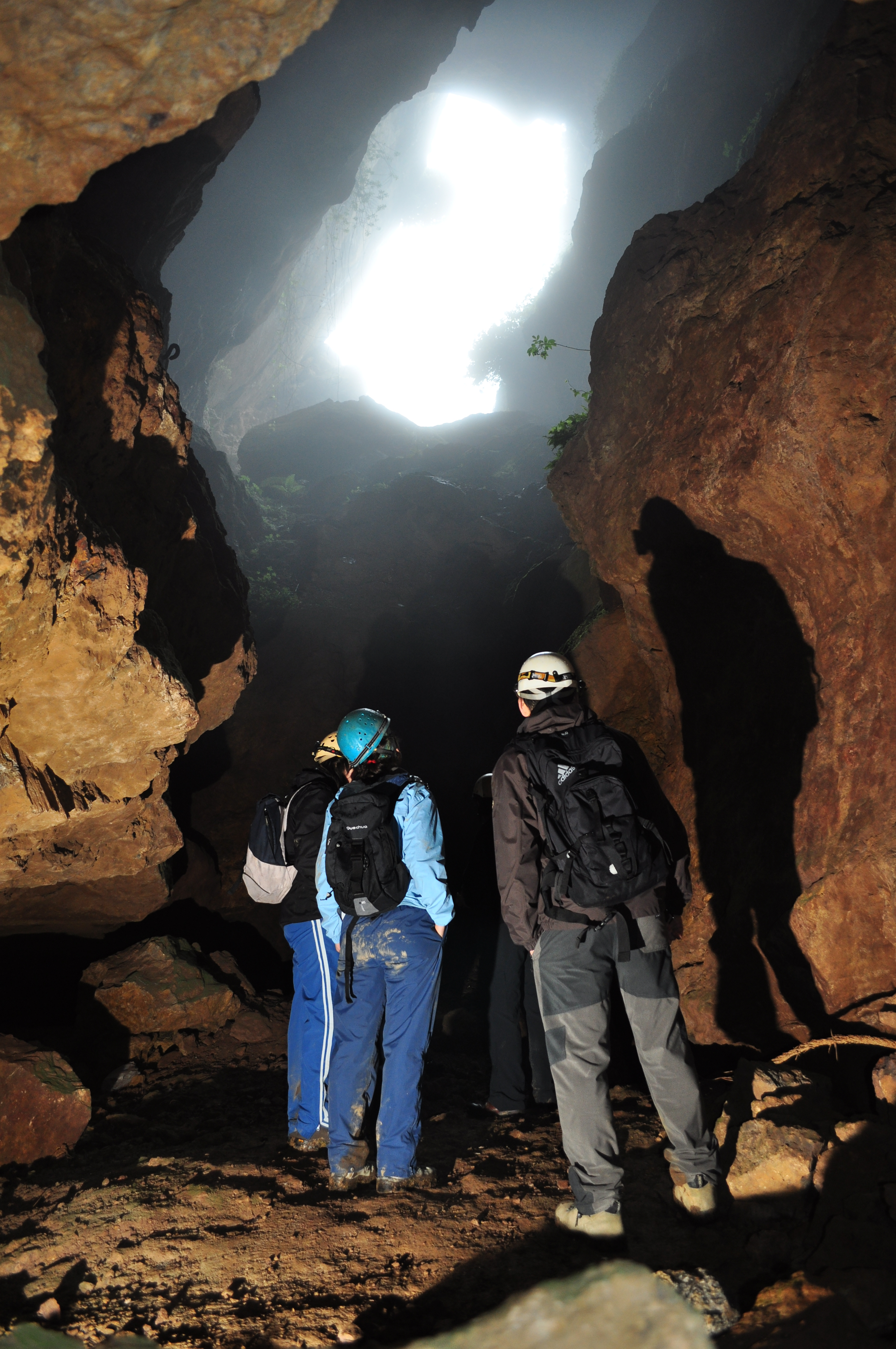
Bioespeleólogos en una cueva del Sistema Urallaga (Montes de Triano, Galdames).

Uhagon fue uno de los pioneros de la bioespeleología en España. Estudió particularmente los troglobios de Vizcaya junto con sus compañeros (Theodor Seebold, Eugene Simon, Joseph Laine, Carlos y Eugenio Mazarredo, Charles Brisout...).
Estudiando las muestras recogidas por su equipo, Uhagon publicó en 1881 su artículo “Especies nuevas del género Bathyscia encontradas en Vizcaya”, donde dio noticia de Bathyscia seeboldi, Bathyscia cantabrica, Bathyscia flaviobrigensis, Bathyscia filicornis y Bathyscia filicornis seeboldi. Aparte de sus muestras, también estudió las que otros bioespeleólogos le enviaban; entre ellas describió también varias nuevas especies, tales como Bathyscia mazarredoi y Speonomus crotchi mazarredoi, recogidas por Carlos Mazarredo en la cueva de Galarra (Mondragón).
Manuel Martínez de la Escalera fue discípulo de Uhagon, y siguió su trabajo investigando entre otras la fauna troglobia de varias cuevas de Vizcaya desde 1889.
Uhagon facilitó asimismo los datos de muchas cuevas exploradas por él a Gabriel Puig y Larraz, para su publicación de 1896 titulada “Cavernas y simas de España”.

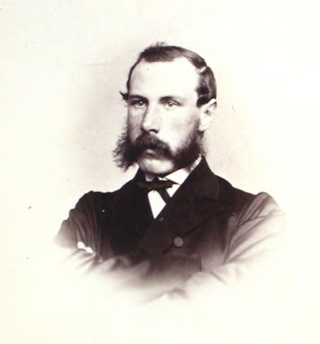
David Sharp en 1869.

La primera publicación científica de Uhagon fue traducción de un trabajo de Sharp, en 1872: “Descripciones de algunas especies nuevas de coleópteros", al que añadió un apéndice titulado “Adiciones al trabajo del señor Sharp”.
Los trabajos de Uhagon se publicaron en diferentes revistas de la Sociedad Española de Historia Natural:
- 1872. Descripciones  de  coleópteros,  por  Sharp.  Traducción  y  adiciones  por  Don Serafín  de  Uhagón. Anales de la Sociedad Española de Historia Natural  1:259-273.
- 1872. Excursión entomológica a El Escorial (Claviger Saulcy i Bris., Boreaphilus, Myrmedonia n. sp., y un seláfido nuevo. Actas de la Sociedad Española de Historia Natural  1:16.
- 1873. Nota sobre coleópteros de España. Actas de la Sociedad Española de Historia Natural  2:3-4.
- 1874. Datos  Poner  la fauna  entomológica  de    España recogidos  por   el  Sr.  L.  von Heyden   y   observaciones   acerca   de      algunos de      ellos (coleópteros). Actas de la Sociedad Española de Historia Natural  3:63-65.
- 1875. Nota  sinonímica  sobre  especies  de Rydroseaphay Limnebius. Actas de la Sociedad Española de Historia Natural  4:11-12.
- 1875. Sobre dos especies de  Choleva y una de  Anommatus halladas en España. Actas de la Sociedad Española de Historia Natural  4:54-55.
- 1875. Sobre la existencia en España de la Perigona fimicola Woll., insecto de Madera Actas de la Sociedad Española de Historia Natural  4:105-106.
- 1876. Coleópteros de Badajoz. Primera Parte”, en Anales de la Sociedad Española de Historia Natural  5:45-78.
- 1878. Crítica del procedimiento propuesto por  el Sr. Richard Poner destruir la filoxera. Actas de la Sociedad Española de Historia Natural  7:32-34.
- 1879. Coleópteros de Badajoz. Segunda Parte. Anales de la Sociedad Española de Historia Natural 8:187-216.
- 1880. Observaciones  sobre la Nothorrhina muricata Dalm. Actas de la Sociedad Española de Historia Natural  9:73-74.
- 1881. Especies nuevas del género Bathyscia encontradas en Vizcaya. Anales de la Sociedad Española de Historia Natural 10:113-126.
- 1881. La Simpiezocera Laurasi Luc. en España. Actas de la Sociedad Española de Historia Natural  10:35,
- 1884. Liste des coléoptères recueillis à Miranda de Ebro au mois d’Août 1883, par M. E. Simon. Anales de la Sociedad Española de Historia Natural 13 :127-129.
- 1884. Noticia  sobre dos especies de Bathyscia (B. arcana y adnexa Schauf.) y el Leptinus testaceus Müll. Actas de la Sociedad Española de Historia Natural  13:4-5.
- 1885. Especies nuevas españolas del género Cathormiocerus Sch. y observaciones sobre el C. socius Boh. Anales de la Sociedad Española de Historia Natural 14:365-381.
- 1887. Coleópteros de Badajoz. Tercera Parte. Anales de la Sociedad Española de Historia Natural 16:373-404.
- 1890. Ensayo sobre las especies españolas del grupo Cholevae. Anales de la Sociedad Española de Historia Natural 19:15-96.
- 1892. La nota sobre las especies  españolas del género Blaps. Actas de la Sociedad Española de Historia Natural  21:33-34.
- 1893. La nota acerca de las especies españolas del género Pimelia. Actas de la Sociedad Española de Historia Natural 22:72-77.
- 1893. Nota sobre especies españolas del género Bathyscia. Actas de la Sociedad Española de Historia Natural 22:123-126.
- 1893. Sobre la palabra corocha aplicada á un insecto que ataca la vid. Actas de la Sociedad Española de Historia Natural 22:140-143.
- 1898. Diagnosis de especies nuevas de maláquidos. Actas de la Sociedad Española de Historia Natural 27:41-42.
- 1898. Adiciones a mi “Ensayo sobre las especies españolas del grupo Cholevae”. Actas de la Sociedad Española de Historia Natural 27:117-126.
- 1899. Diferencias sexuales del Cathormiocerus lapidicola Chev. Actas de la Sociedad Española de Historia Natural 28:56-58.
- 1900. Ensayo sobre los maláquidos de España. Anales de la Sociedad Española de Historia Natural 29:5-63,291-361.
- 1901. Nota sobre Maláquidos de España. Boletín de la Sociedad Española de Historia Natural  1:359-360.
- 1901. Ensayo sobre los maláquidos de España (conclusión). Anales de la Sociedad Española de Historia Natural 30:5-102.
- 1904. Ensayo sobre los Zabrus de España y Portugal. Memorias de la Real Sociedad Española de Historia Natural 2:363-436.

Su último trabajo, “Revisión de las especies españolas del género Zebrus”, se publicó de forma póstuma. Su viuda vendió su biblioteca a la Sociedad Española de Historia Natural. Su colección entomológica pasó a manos de René Oberthür (1852-1944), y después junto con la del propio Oberthür al Museo de Historia Natural de París. Su colección de cartas científicas fue recogida en el Museo Nacional de Ciencias Naturales.

## Epónimos

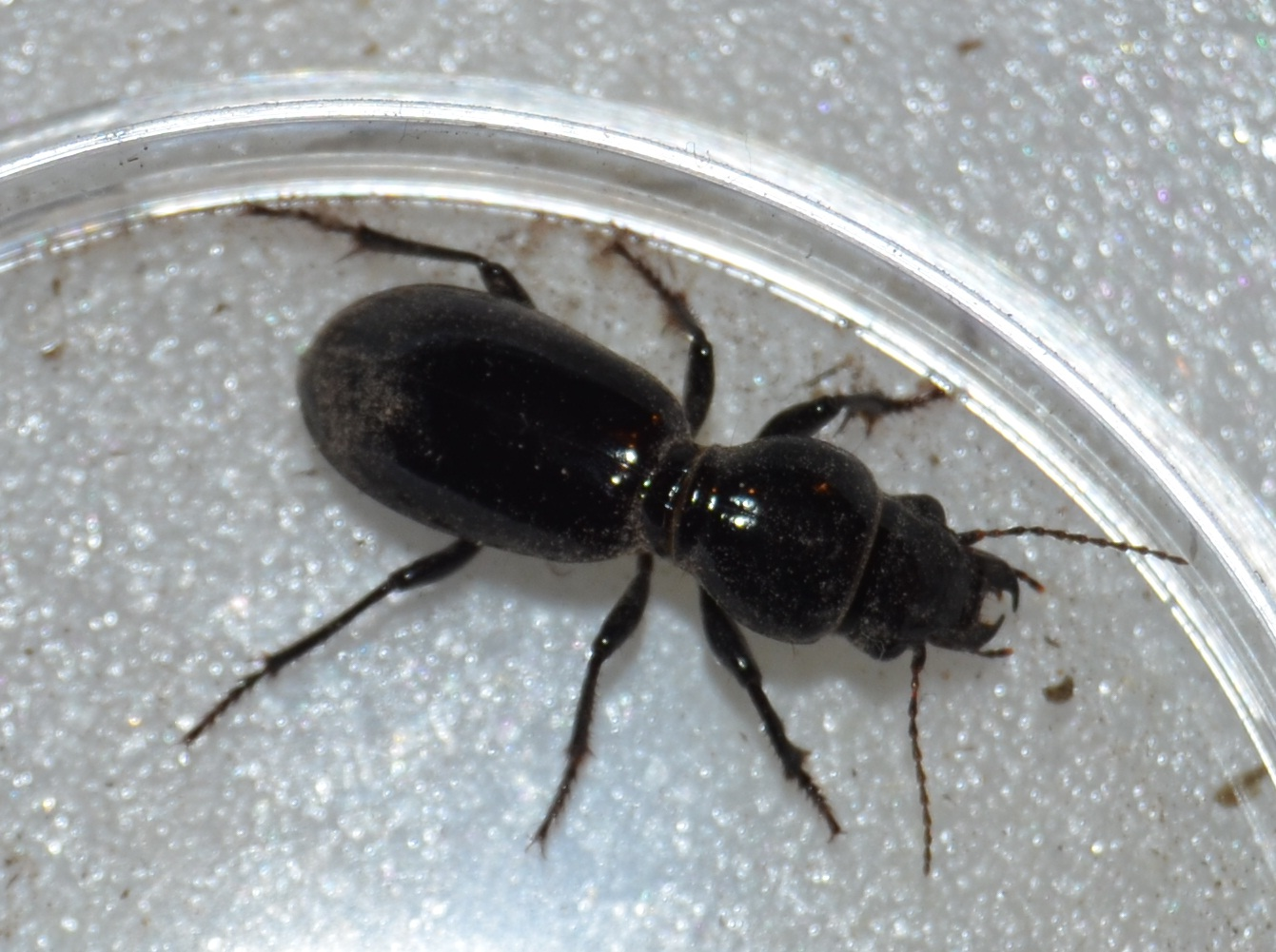
Escarabajo Broscus uhagoni (Bolívar y Pieltain, 1911).

Existen varios epónimos en honor de Serafín Uhagon:
- Adelops uhagoni (Sharp, 1873).[12]
- Mylabris uhagonii (Martínez Sáez, 1873).[13][14]
- Especie Uhagonia (Bolívar y Urrutia, 1905).[1]
- Broscus uhagoni (Bolívar y Pieltain, 1911).[15]

## Honores
Fue miembro de las Sociedades Entomológicas de Francia y de Bélgica. En 1885 fue presidente de la Sociedad Española de Historia Natural.